# Marina de Vasconcelos
Marina Delamare São Paulo de Vasconcelos (geboren 25. März 1912 in Rio de Janeiro; gestorben 12. Februar 1973 ebenda) war eine brasilianische Anthropologin und Hochschullehrerin. 

## Leben und Wirken
Marina Delamare São Paulo de Vasconcellos wurde als Tochter des Arztes und Forschers Aleixo de Vasconcellos und Dinorah Delamare São Paulo de Vasconcellos geboren. Nach dem frühen Tod der Mutter überließ der Vater die Erziehung Marinas den Großeltern. Sie besuchte das 1902 gegründete Colégio Jacobina in Botafogo und trat mit 20 Jahren in die Rechtsfakultät (Faculdade de Direito) der Universidade do Brasil, heute die Universidade Federal do Rio de Janeiro (UFRJ), ein. Hier traf sie Antônio Andrade Pacheco, den sie heiratete, der aber im ersten Jahr der Ehe starb. 1945 heiratete sie den Armeehauptmann Isacir Telles Ribeiro, von dem sie sich 1950 scheiden ließ. In ihre Lebenszeit fielen die Repressalien des Estado Novo und der Militärdiktatur ab 1964. 
Nach Abschluss der Rechtsfakultät besuchte sie einige der ersten Vorlesungen in Geschichte, nachdem Lehrkörper und Studenten in die durch Dekret 1939 von Getúlio Vargas neue geschaffene Faculdade Nacional de Filosofia (FNFi, Nationale Philosophische Fakultät) an der Universidade do Brasil umgesiedelt waren. Hier wurde sie von dem Anthropologen und Ethnologen Arthur Ramos beeinflusst, der den Lehrstuhl für Anthropologie und Ethnographie, zuvor den Lehrstuhl für Sozialpsychologie, innehatte. Ramos entwickelte die Lehrpläne, während Vasconcelos für den Lehrbetrieb sorgte. Ramos galt seit dem 1934 erschienenen O Negro Brasileiro als einer der Väter der brasilianischen Anthropologie. 
Vasconcelos gehörte am 7. Juni 1941 zu den Teilnehmern der konstituierenden Versammlung der Sociedade Brasileira de Antropologia e Etnologia (SBAE, Brasilianische Gesellschaft für Anthropologie und Ethnologie), deren Generalsekretärin sie wurde. Im Rahmen der SBAE veranstaltete sie zu der in Brasilien aufgekommenen Akkulturationsfrage am 14. August 1946 die Konferenz A etnia alemã no Brasil („Die deutsche Ethnizität in Brasilien“), zu der sie auch beitrug.
1949 „beerbte“ sie den nach dem Herztod Ramos’ in Paris freigewordenen Lehrstuhl für Anthropologie und Ethnographie in Rio de Janeiro, nachdem sie den Wettbewerb um den Posten mit der Promotionsarbeit Alguns Movimentos Contra-Aculturativos do Nordeste („Einige kontra-akkulturative Bewegungen im Nordosten“) für sich entschied, worin sie die religiösen Bewegungen von Cangaceiros (Pedra Bonita), Canudos und die Revolte in Juazeiro do Norte behandelte. Sie erhielt die Lehrbefugnis und war die erste Frau, die an der Nationalen Philosophischen Fakultät eine derartige Position besetzen konnte.
1967 fand eine Universitätsreform statt (Dekret 53 von 1966, Dekret von 1967 und Dekret 477 von 1969), das die Hochschulautonomie in Brasilien bedrohte. Die Nationale Philosophische Fakultät wurde aufgelöst und in einzelne Fachschulen und Institute aufgeteilt. Die Universität hatte inzwischen den Namen Universidade Federal do Rio de Janeiro angenommen. In dieser übernahm Marina de Vasconcelos die Leitung des Departamento de Ciências Sociais (Fachbereich Sozialwissenschaften) und betrieb die Gründung des Instituto de Filosofia e Ciências Sociais (IFCS) für Vorlesungen in Geschichte, Philosophie und Sozialwissenschaften. Morddrohungen, Anschläge und Razzien verschärften sich bis 1969 gegen die nicht der Militärregierung genehmen Hochschulangehörigen. Im April 1969 wurde Vasconcelos verhaftet und verblieb in Haft bis Juni 1969, nachdem die in Brasilien tätige Rockefeller-Stiftung interveniert und ihre Studenten, darunter ein Generalssohn, ihren Aufenthaltsort ermittelt hatten. Danach litt ihre Gesundheit. Es war ihr verboten, an die Universität zurückzukehren. Anlässlich einer Hirnaneurysma-Operation starb sie am 12. Februar 1973 sechzigjährig an einem Anästhesiefehler. 

## Rezeption
Vasconcelos trat weniger durch eigene Publikationstätigkeit hervor. Sie gilt als Pionierin der Etablierung der Sozialwissenschaften und Anthropologie als institutionalisierte Wissenschaftsfächer in Rio de Janeiro. Als erste Frau wurde sie auf einen Lehrstuhl der Faculdade Nacional de Filosofia berufen.
An der UFRJ ist seit 1979 die Fachbereichsbibliothek Biblioteca Marina São Paulo de Vasconcellos nach ihr benannt.

## Schriften
- Alguns Movimentos Contra-Aculturativos do Nordeste. 1949. Dissertation (Concurso à Docência Livre da Cadeira de Antropologia e Etnografia, Faculdade Nacional de Filosofia, Universidade do Brasil, Rio de Janeiro, 1949)
- O elemento alemão no Brasil. Ohne Datum.
- Relações da antropologia com a psicologia social. Congresso de Psicologia, 1, Curitiba, 1 a 8 dez. 1953.